# کاخک (خوسف)
کاخک یک روستا در ایران است که در دهستان جلگه ماژان شهرستان خوسف واقع شده‌است. کاخک ۸۵ نفر جمعیت دارد.